# Крокодиловая кожа

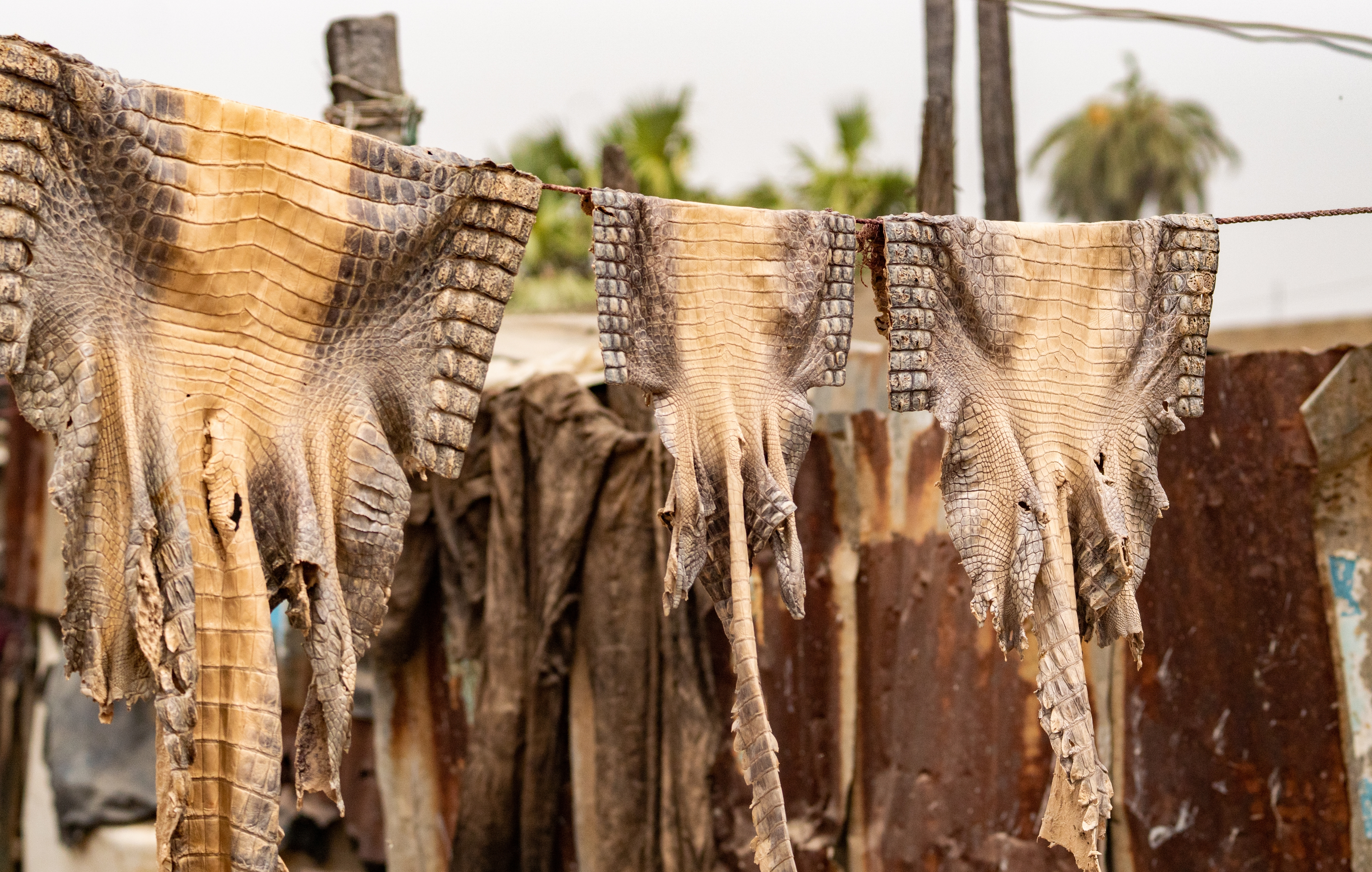
Крокодиловые шкуры на кожевенной фабрике в Нигерии

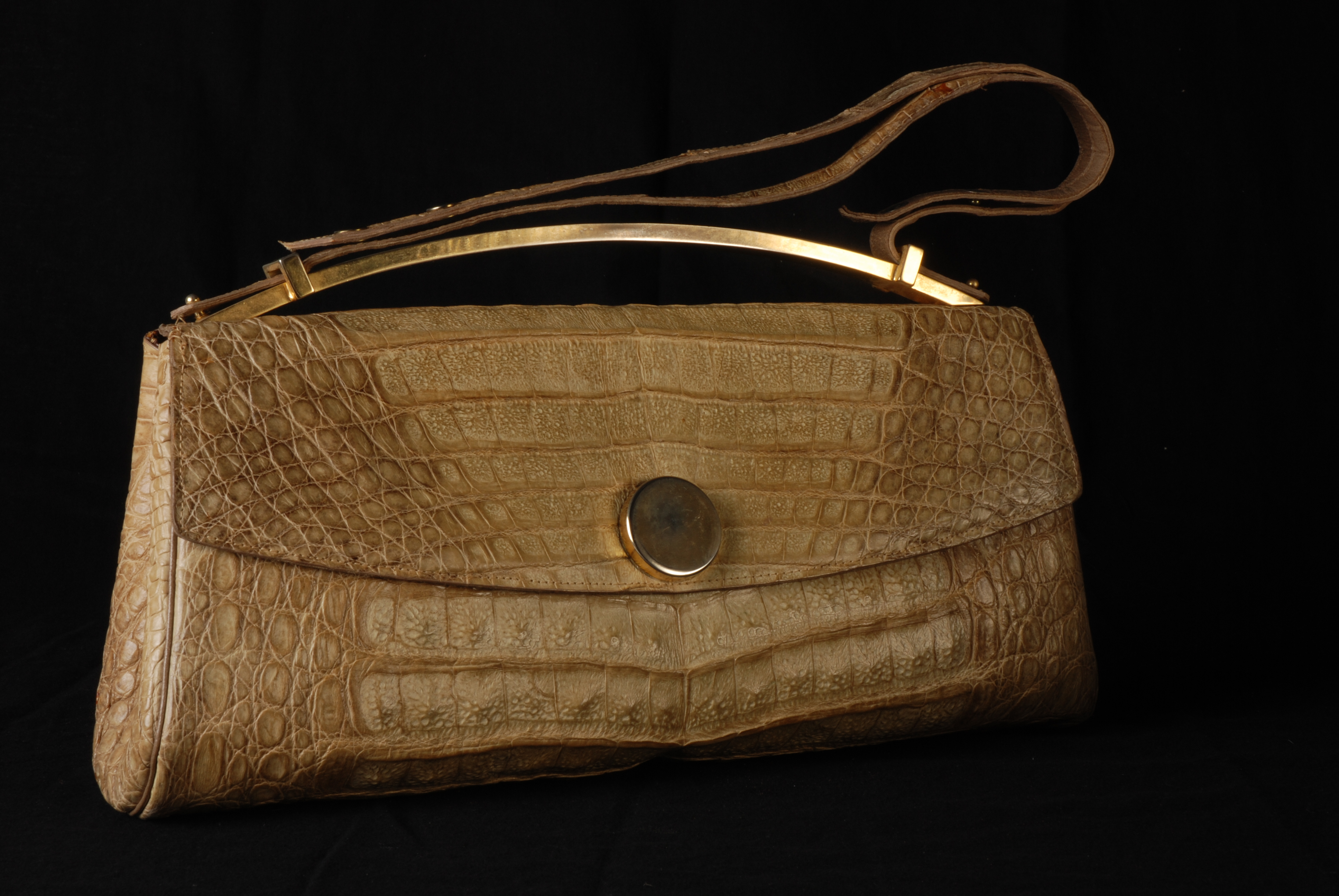
Дамская сумочка из крокодиловой кожи, 1976 год

Кожа крокодилов, особенно аллигаторов, используется в кожевенной промышленности для изготовления различных галантерейных изделий (портфелей, чемоданов, обуви, дамских сумочек и т. п.). Эти предметы носят эксклюзивный характер, являясь предметом роскоши.
Современные технологии позволяют окрашивать крокодилову кожу в самые разнообразные цвета. Из-за брюшных щитков-остеодерм кожа крокодилового каймана не идеальна для обработки; для выделки годится только кожа с боков. Интенсивно охотиться на этих кайманов стали, в основном, после истребления в 1950-х гг. других видов крокодилов. Кожу каймана часто выдают за кожу аллигатора. Кожа тупорылых крокодилов считается низкокачественной и не пользуется большим спросом. Успешно действуют программы разведения крокодилов на специальных фермах (крокодиловых ранчо), в основном с целью получения кожи. Также по-прежнему распространены браконьерство и незаконный оборот крокодиловой кожи.